# Боз-ар

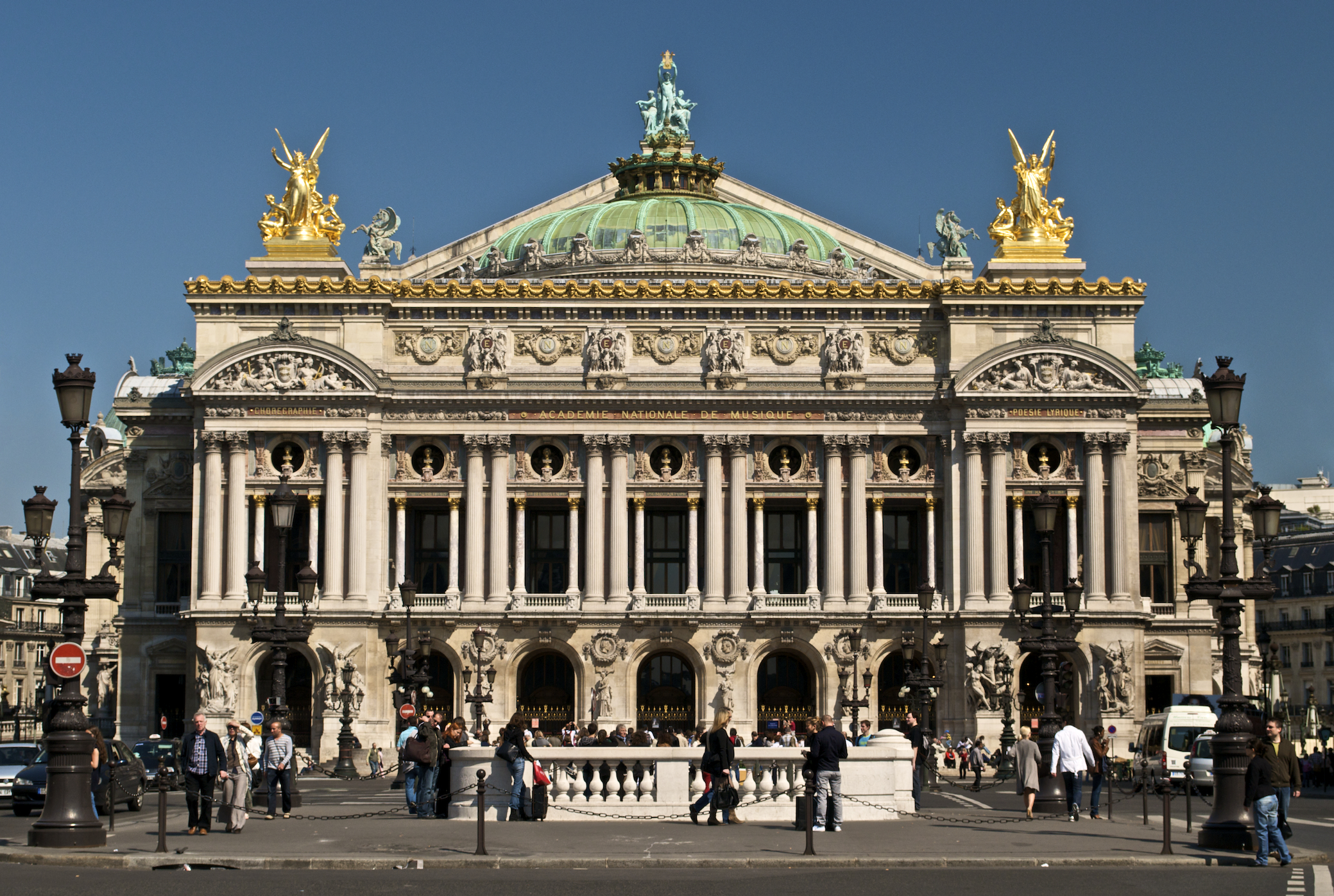
Гран-Опера в Парижі — найвідоміша споруда в стилі боз-ар

Боз-ар (від фр. beaux-arts — красні мистецтва) — одна з назв архітектури пізнього історизму у Франції та деяких інших країнах. Виник як альтернатива до «романтичних» стилів (насамперед неоготики) та бідермаєру через спробу відродити та переосмислити спадщину ренесансу, бароко, ампіру.
Поява нового стилю була історично пов'язана зі створенням Другої імперії у Франції. Шарль Гарньє з чималою долею підлабузництва назвав боз-ар «стилем Наполеона III». Термін має локальне вживання. За межами Франції він використовується у США та Канаді, тоді як у світі серед мистецтвознавців поширений термін «еклектика», який використовував і Гарньє. Архітектурі боз-ара і справді притаманне еклектичне використання історичних реплік, нагромадження декоративних елементів і водночас прагнення симетрії та ієрархії «шляхетних» та утилітарних просторів. Саме цьому навчали в Вищій школі красних мистецтв у Парижі, яка перетворилася на головну світову «лабораторію» боз-ару.

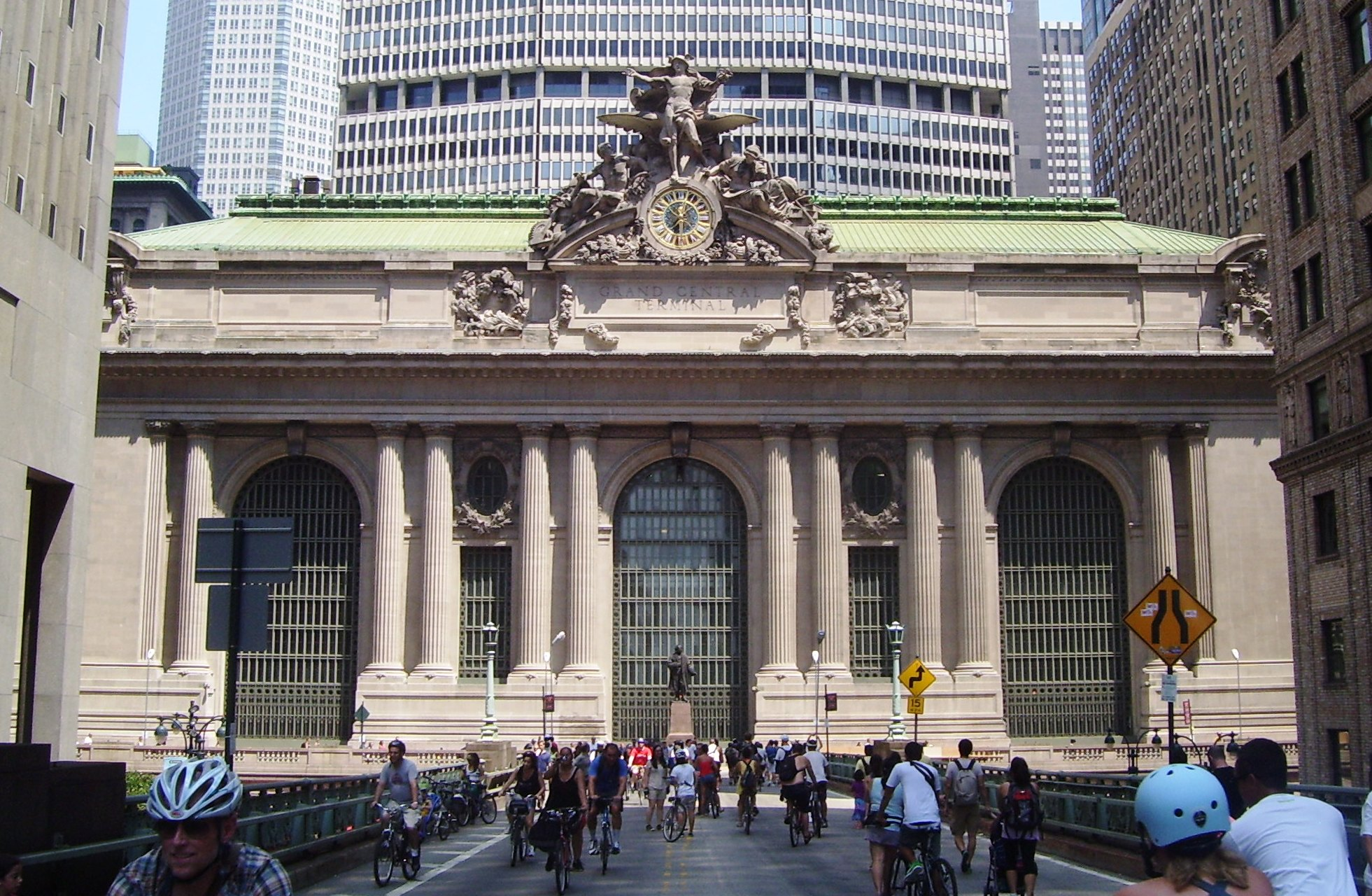
Центральний вокзал у Нью-Йорку

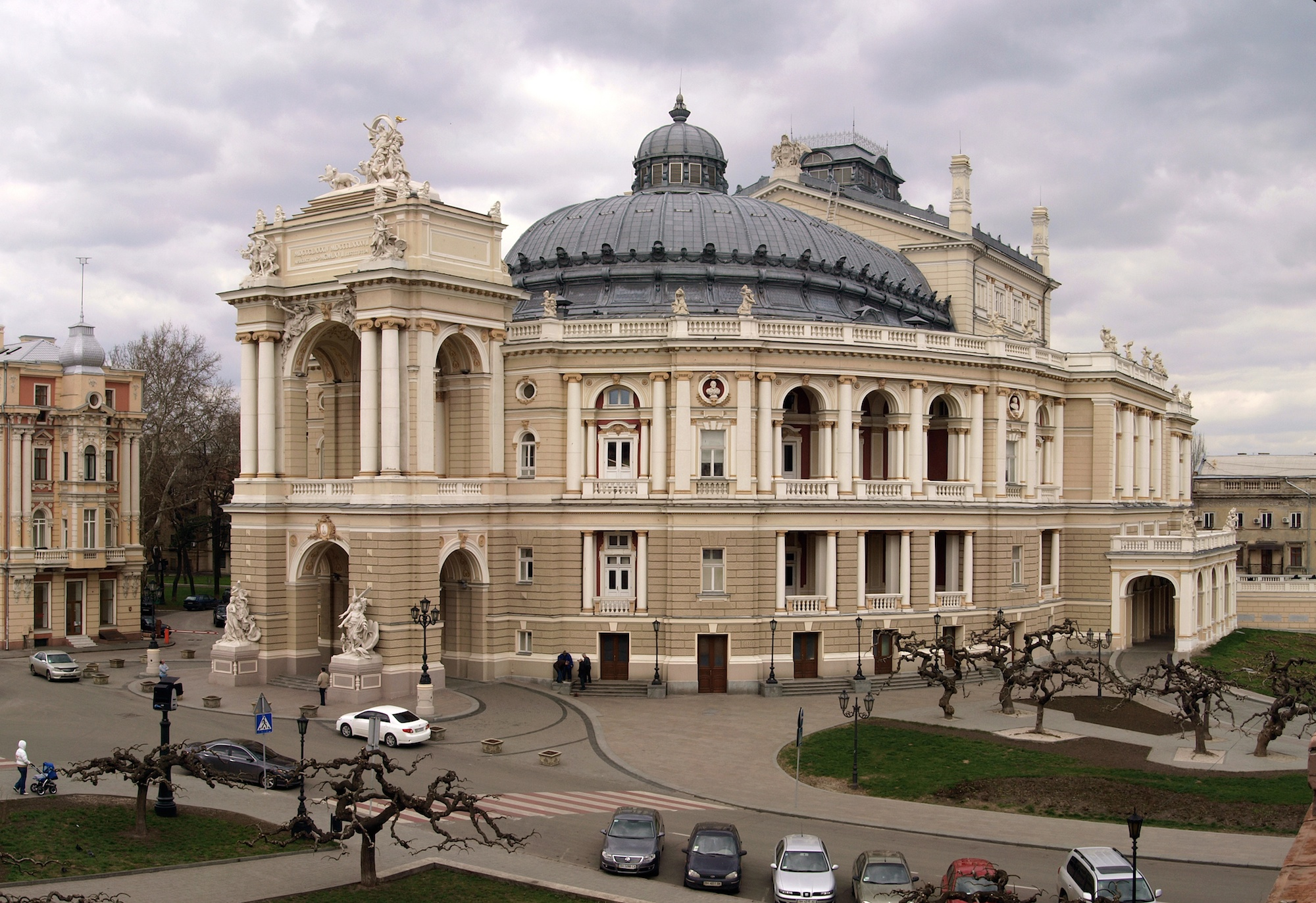
Оперний театр в Одесі

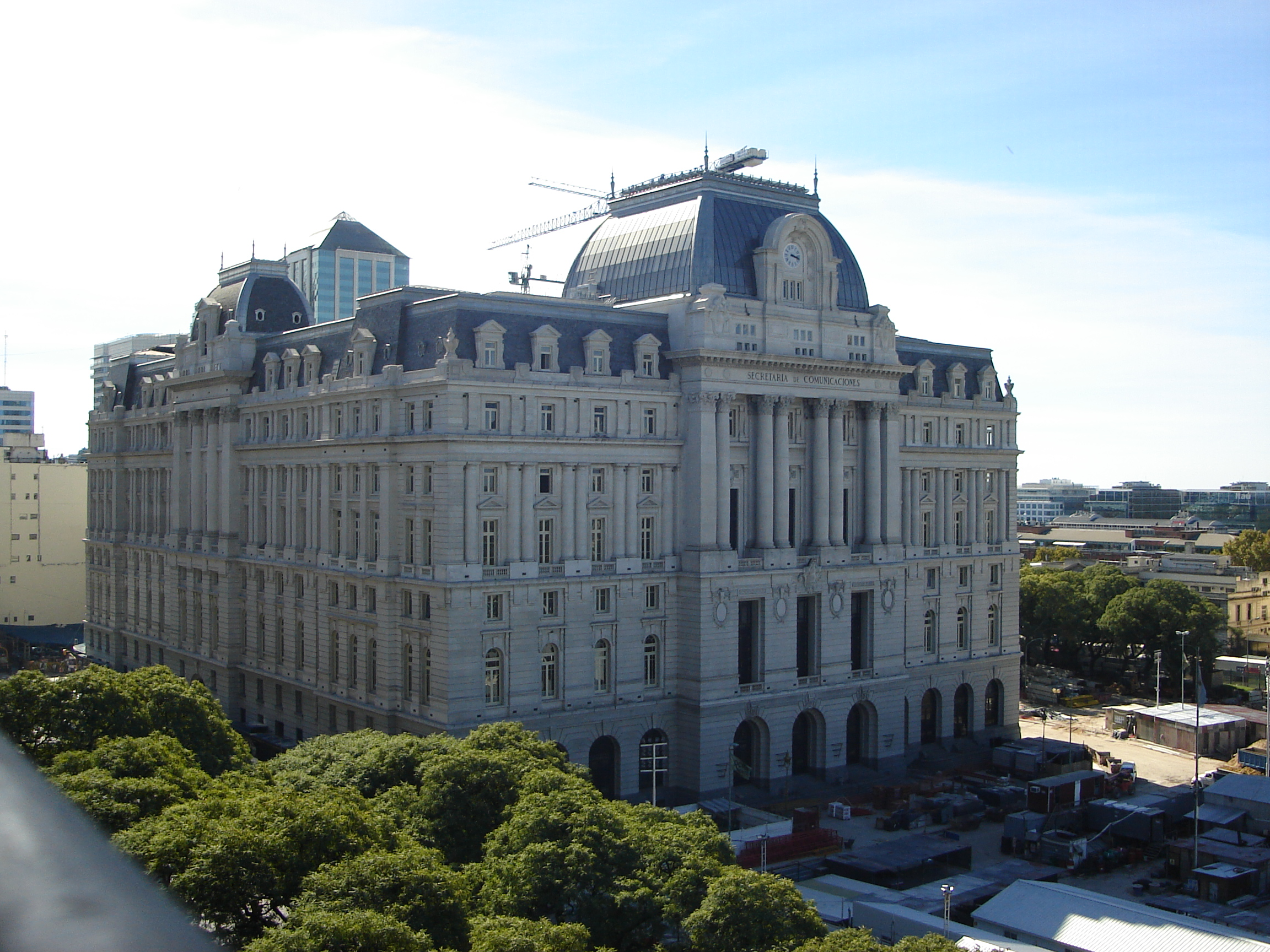
Культурний центр в Аргентині

Найвідоміші будівлі в стилі боз-ар у Франції:
- Гран-Опера;
- вокзал д'Орсе;
- Гран-Пале;
- Пті-Пале;
- міст Александра III.

Найвідоміші будівлі в стилі боз-ар за межами Франції:
- Нове крило палацу Хофбург у Відні;
- Палац Ліндерхоф під Мюнхеном;
- Центральний вокзал у Нью-Йорку;
- Центральний вокзал в Антверпені;
- Оперний театр в Одесі;
- Угорський державний оперний театр у Будапешті;
- Румунський Атенеум в Бухаресті;
- Ансамбль Площі Республіки у Римі;
- Паласіо-де-Бельяс-Артес у Мехіко.

Споріднений з боз-аром стиль у живописі часто називають академізмом (у вузькому значенні, оскільки до академічного живопису часто зараховують живопис класицизму і навіть ренесансу).

## Галерея

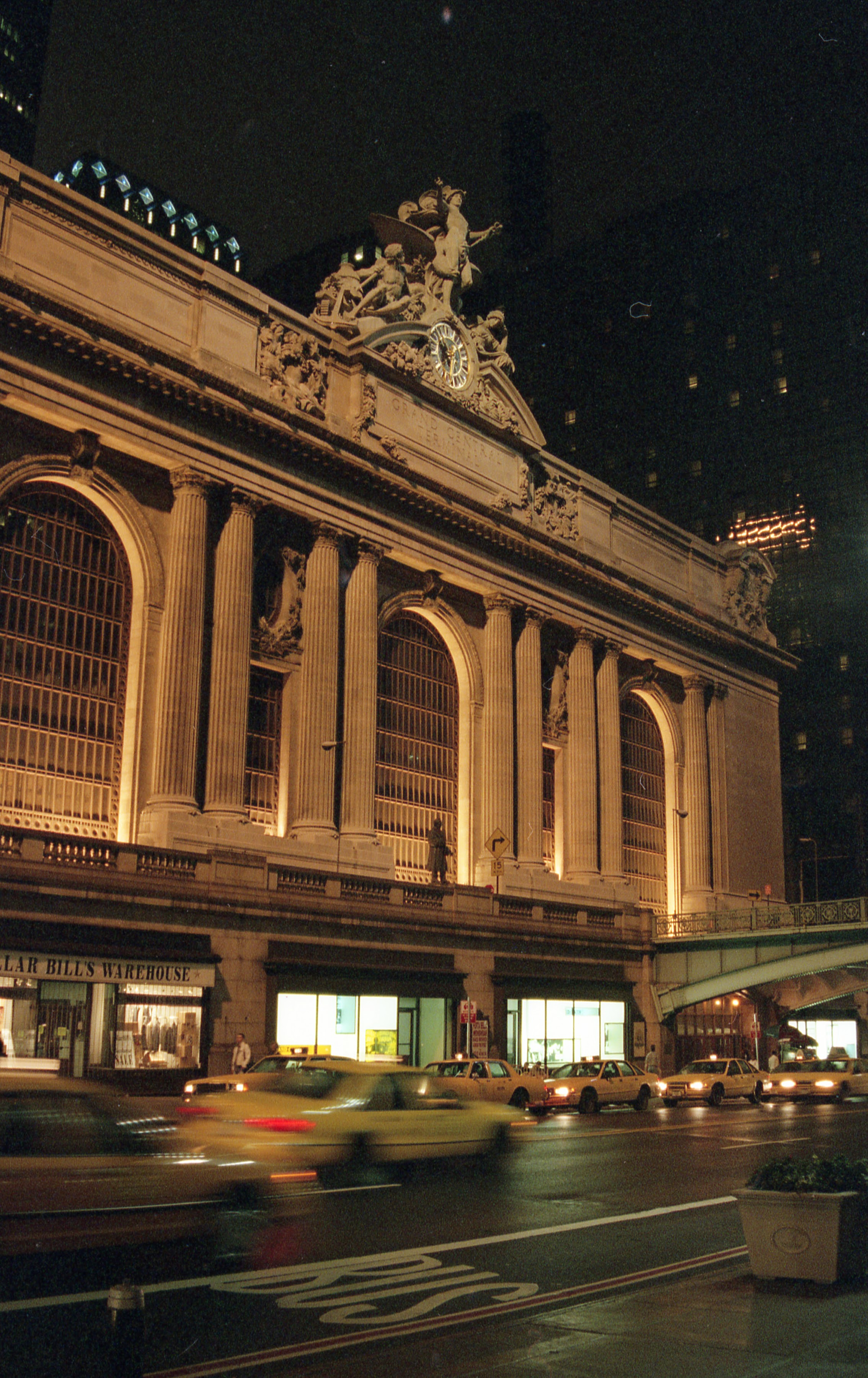
Фасад вокзалу Гранд-Сентрал-Термінал, Нью-Йорк
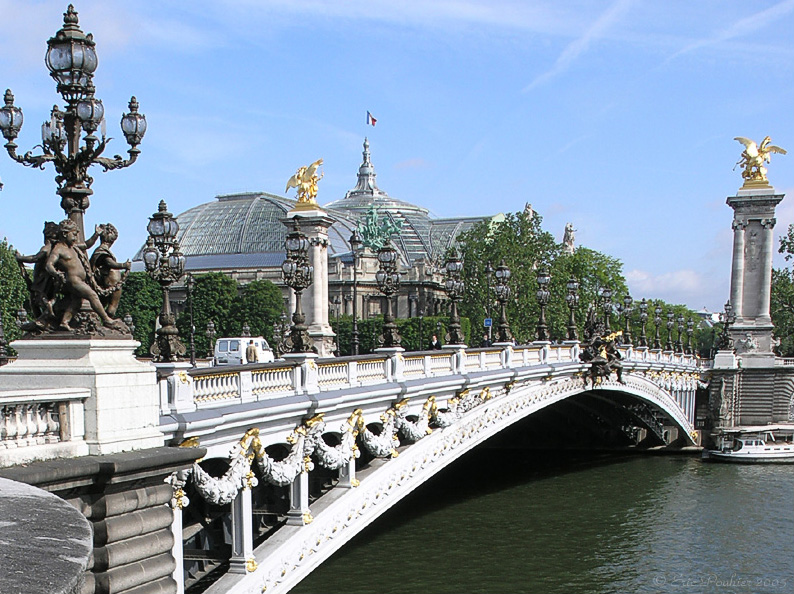
Міст Александра III в Парижі: боз-аровий декор накладається на новітні інженерні конструкції
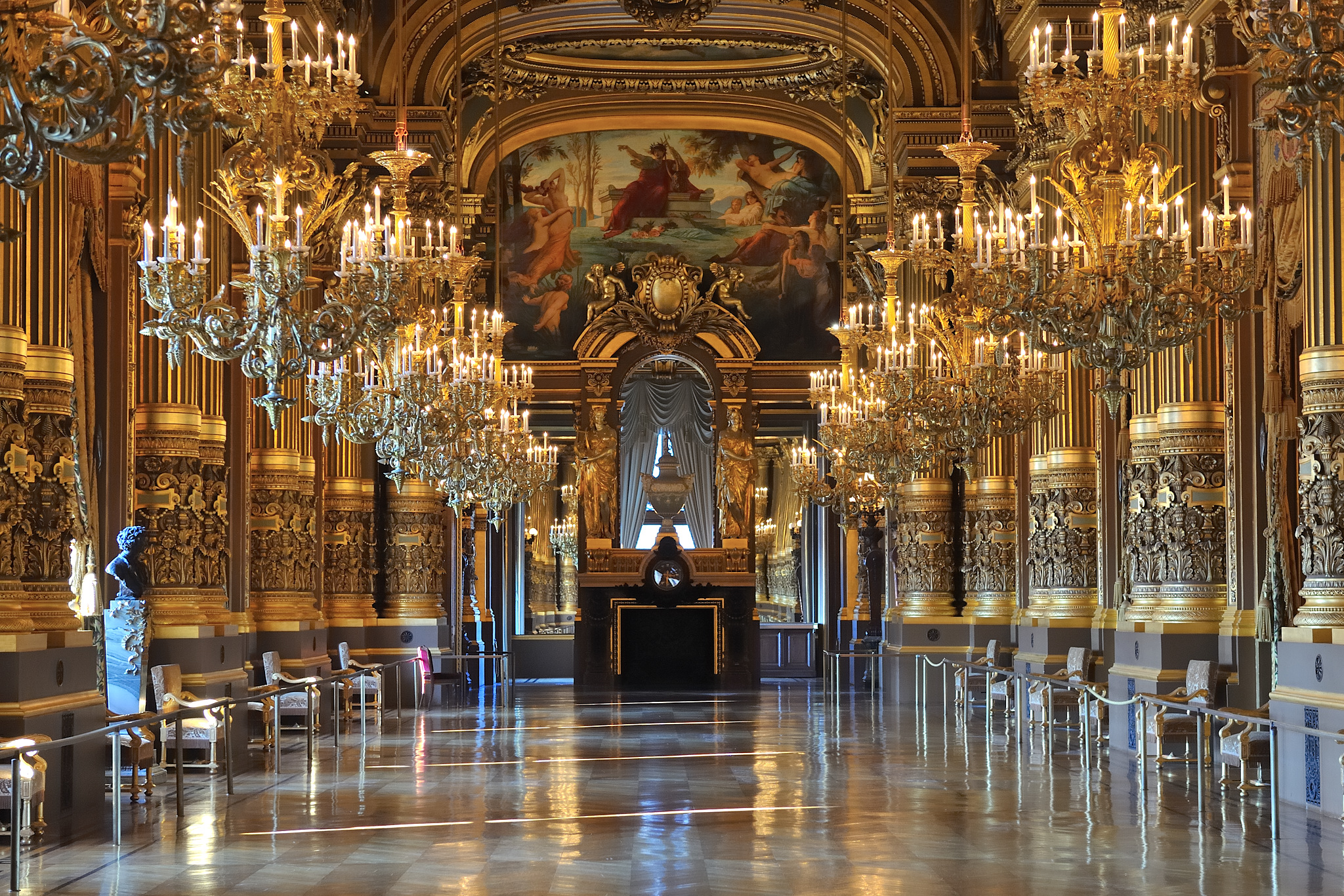
Велике фоє Гран-Опера — приклад оформлення інтер'єру в стилі боз-ар
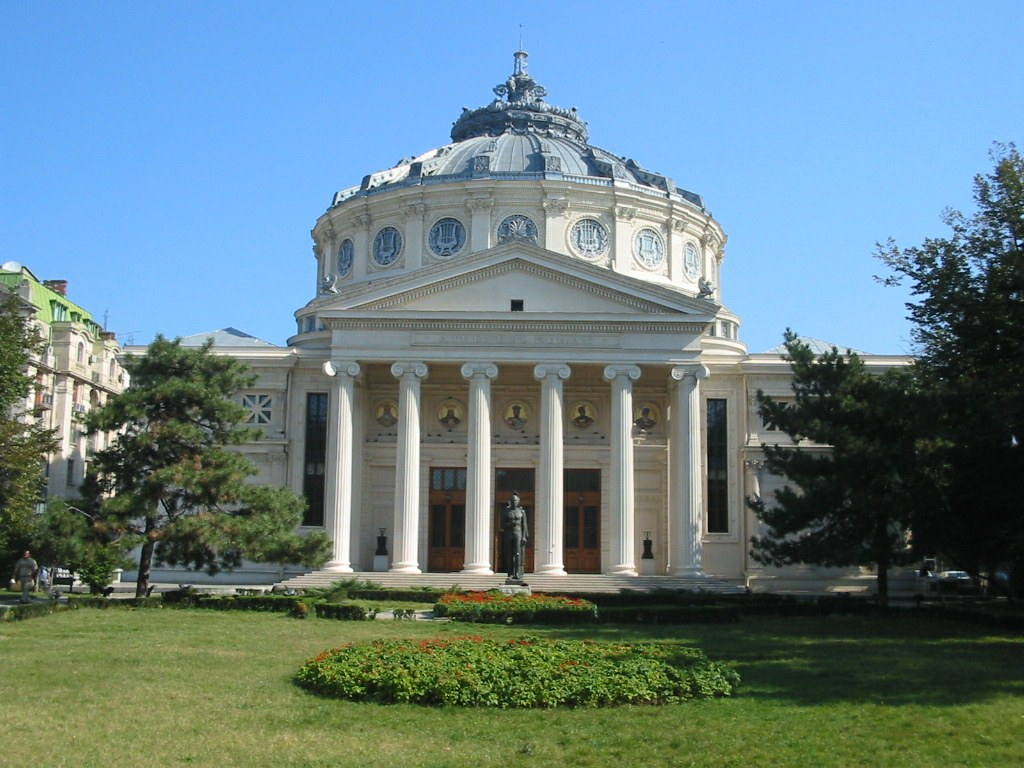
Форпостами боз-ара в Східній Європі були Будапешт і Бухарест (на фото - Румунський Атенеум, 1888)
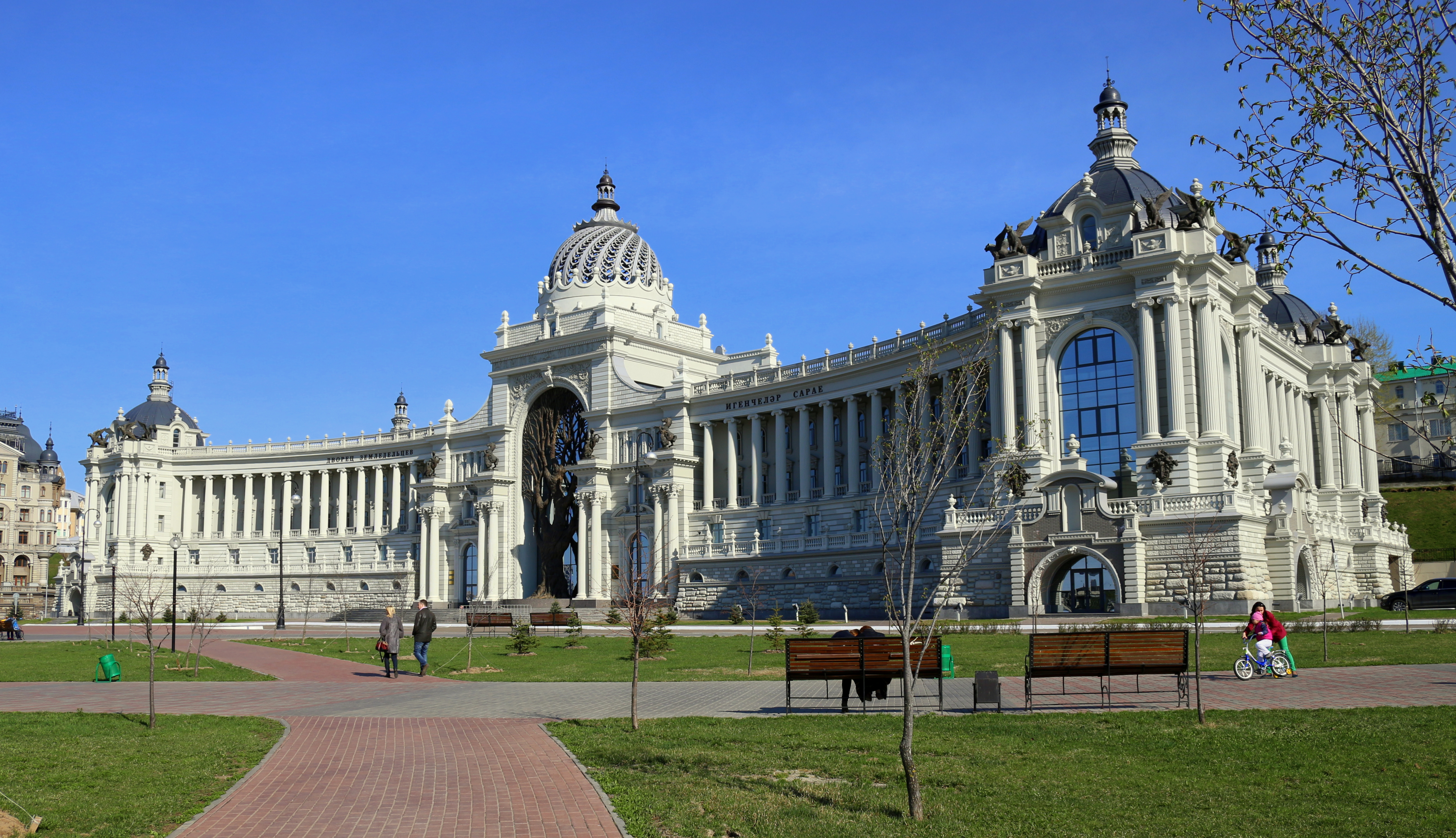
Палац хліборобів у Казанi — сучасна інтерпретація стилю
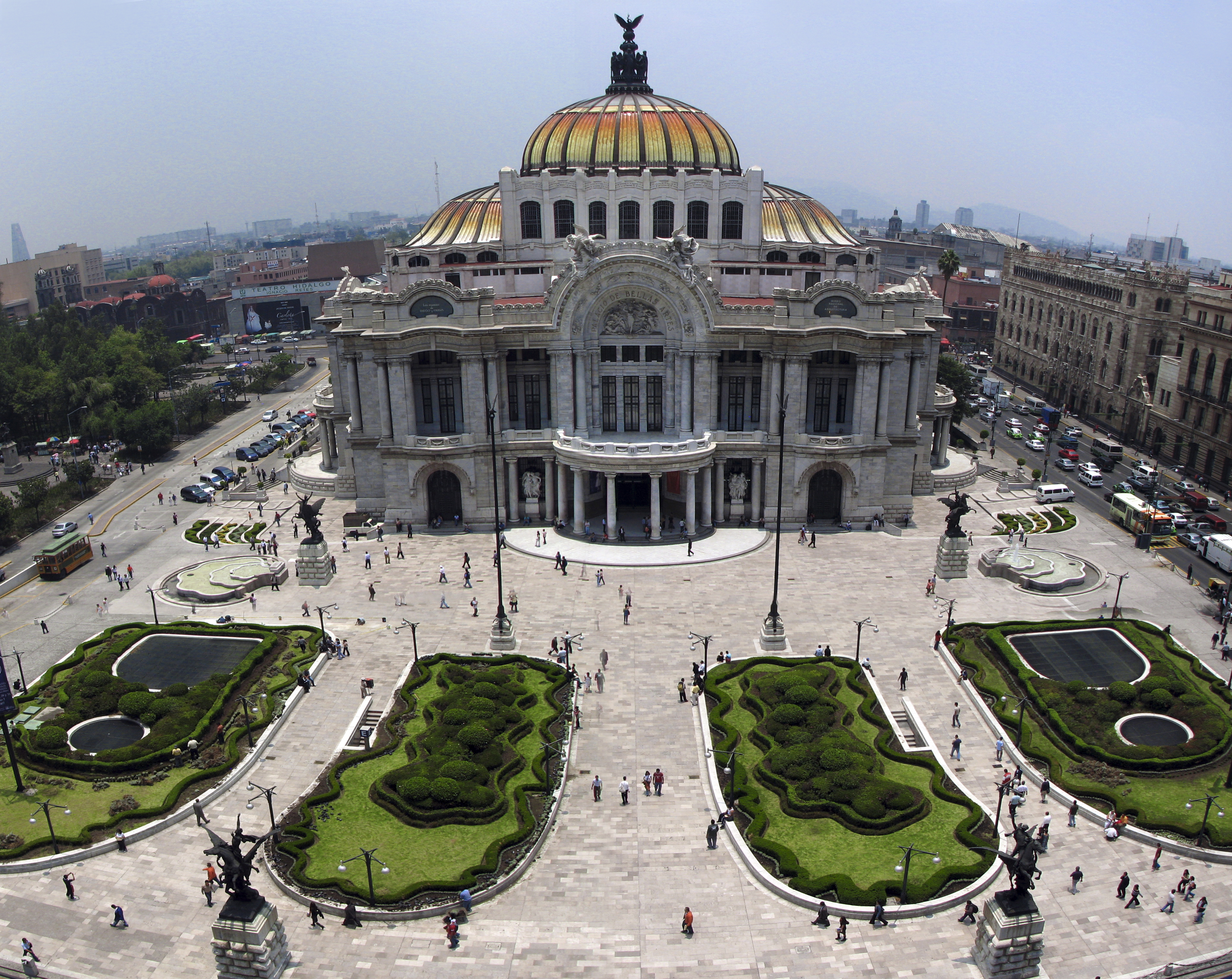
Палац образотворчих мистецтв в Мехіко — одна з останніх великих споруд у стилі боз-ар